# Inclisiran
Inclisiran, vândut sub numele de marcă Leqvio, este un medicament pentru tratamentul persoanelor cu boli cardiovasculare aterosclerotice (BCVAS), echivalenți de risc BCVAS și hipercolesterolemie familială heterozigotă (HeFH). Este un ARN interferent mic care inhibă translația proteinei PCSK9⁠(d). Medicamentul este dezvoltat de The Medicines Company, care a licențiat drepturile asupra inclisiran de la Alnylam Pharmaceuticals⁠(d).
Pe 15 octombrie 2020, Comitetul pentru Medicamente de Uz Uman (CMUU) al Agenției Europene pentru Medicamente (EMA) a adoptat un aviz pozitiv, recomandând acordarea unei autorizații de introducere pe piață pentru medicamentul Leqvio, destinat tratamentului pentru hipercolesterolemie primară sau dislipidemie mixtă. Inclisiran a fost aprobat pentru utilizare în Uniunea Europeană în decembrie 2020.

## Istoric
În 2019, The Medicines Company a anunțat rezultate pozitive din studiul pivot de fază III, când toate obiectivele primare și secundare au fost îndeplinite cu eficacitate în concordanță cu studiile de fază I și II. Compania a anticipat depuneri de reglementări în SUA în al patrulea trimestru al anului 2019 și în Europa în primul trimestru al anului 2020. The Medicines Company a fost achiziționată de Novartis.